# James Parkes
James William Parkes (22 de diciembre de 1896-10 de agosto de 1981) fue un clérigo anglicano, historiador y activista social del Reino Unido. Con la publicación del libro El judío y su prójimo en 1929, creó las bases de una nueva consideración cristiana del judaísmo. Publicó escritos bajo su nombre así como bajo el pseudónimo de John Hadham.

## Primeros años
Parkes nació en Guernsey, en las Islas del Canal, en 1896, hijo de un cultivador de tomates. Tenía dos hermanos. Parkes fue alumno  en el Elizabeth College. Perdió a su madre a la edad de 14 años y a sus dos hermanos durante la Primera Guerra Mundial.
Mientras estaba en la escuela, ganó una beca para el Hertford College, en Oxford, pero se presentó para luchar en la guerra. Se alistó como soldado raso en la reserva de la armada y partió hacia el frente en Francia. Pronto fue hospitalizado durante tres meses debido a una grave enfermedad que contrajo por beber agua contaminada. Después fue comisionado en el Regimiento de la Reina como segundo teniente y fue destinado al 3.er Batallón (Reserva) de la Reina en Sittingbourne. Desde allí fue enviado en el invierno de 1916-17 para unirse al 10.º Batallón (de Servicio) de la Reina en el saliente de Ypres. Además de comandar un pelotón, se convirtió en el artista de guerra no oficial del batallón.
Participó en la batalla de Messines el 7 de junio de 1917. El 1 de agosto, día de apertura de la Tercera Batalla de Ypres, su batallón estuvo bajo un intenso bombardeo. De la Compañía A, sólo Parkes y otros 50 hombres alcanzaron su primer objetivo. Debido al gas mostaza Parkes hubo de ser evacuado unos días después con ceguera temporal. Recuperó la vista, pero nunca estuvo lo suficientemente en forma como para regresar al frente; pasó el resto de la guerra en batallones de reserva y dirigiendo una escuela antigás.

## Educación superior
Después de la guerra, regresó a Oxford para completar su licenciatura en Teología. Después de graduarse, formó parte del Movimiento Estudiantil Cristiano antes de unirse al Servicio Estudiantil Internacional, en Ginebra. Prosiguió sus estudios para ser ordenado en la Iglesia Anglicana y pasó los siguientes 12 años en Europa continental como activista en organizaciones a favor de la cooperación internacional. Allí fue donde tomó conciencia de la brutalidad del antisemitismo y tempranamente habló sobre el nazismo. 
A su regreso a Inglaterra, se labró una carrera como académico independiente. Parkes colaboró con varias publicaciones británicas, entre ellas The Observer, The Jewish Chronicle, Punch y Peace News. También escribió Sentido común sobre la religión, como parte de la serie Sentido común.

## Judaísmo y cristianismo
James Parkes se interesó en su estudio en las relaciones judeocristianas por su exposición directa a la brutalidad del antisemitismo en el continente europeo. Parkes atribuyó su animadversión a la obstinada dureza de corazón y la terquedad del cristianismo frente al pueblo judío y su fe. Sostuvo que los principios y la práctica del cristianismo histórico fueron responsables de los pecados y excesos que culminaron en el Holocausto. Su obra vital no sólo consistió en cientos de artículos y veintitrés libros, entre ellos su obra magna, El conflicto de la Iglesia y la sinagoga (1934), sino también en activismo social. Según un historiador, Parkes «dedicó toda su vida a luchar contra el antijudaísmo y a promover la tolerancia hacia los judíos».
Durante los años 1930, Parkes ayuda a los refugiados judíos y da su aporte a los judíos amenazados por la Shoah. Durante la Segunda Guerra Mundial, fue uno de los fundadores del “Consejo de Cristianos y Judíos", organización del Reino Unido. 

## La biblioteca Parkes
Después de un período de mala salud, quiso transmitir su biblioteca y su colección judaica para que pudieran ser utilizadas por generaciones futuras. En 1964, David Gwilym James, vicerrector de la Universidad de Southampton, se puso en contacto y le pidió que considerara donar su biblioteca a la colección de la universidad. Parkes aceptó la oferta y la Biblioteca Parkes se inauguró oficialmente el 23 de junio de 1965.
Cuando la Biblioteca Parkes fue transferida a la Universidad contaba con más de 4000 libros, 2000 folletos y 140 revistas. Posteriormente se convirtió en uno de los mayores centros de documentación judía de Europa, cuenta con más de 30 000 libros y revistas publicados desde el siglo XV hasta la actualidad.

## Vida posterior y legado
En agosto de 1964, junto a su esposa, Dorothy, se mudaron de Barley a Iwerne Minster, en Dorset. Parkes continuó escribiendo, incluyendo su autobiografía, Voyage of Discoveries (1969), y muchos panfletos y artículos. Continuó escribiendo miles de cartas, muchas de las cuales ahora residen en la Colección y Archivo Parkes de la Biblioteca Parkes.
El 10 de agosto de 1981, murió a los 84 años de edad. Le sobrevivió Dorothy, a quien legó todo su patrimonio. Los documentos de Parkes fueron donados a las Colecciones Especiales de la Universidad de Southampton y pueden consultarse en el archivo de la Biblioteca Hartley.

## Lista parcial de publicaciones
- Parkes, James (1930). The Jew and his Neighbour: A Study in the Causes of Anti-Semitism. London: Student Christian Movement Press.
- Parkes, James (1934). The Conflict of the Church and the Synagogue: A Study in the Origins of Antisemitism. A history of antisemitism. London: Soncino Press. OCLC 251999287. Publicada otra vez en 1961 por Meridian books & Jewish Publication Society of America.
- Parkes, James (1938). The Jew as Userer : Adapted from The Jew in the Medieval Community. Toronto: Committee on Jewish Gentile Relationships.
- Parkes, James (1939). The Jewish Problem in the Modern World. London: Butterworth. ; 1st American ed. (New York:  Oxford University Press, 1946)
- Hadham, John (1940). Good God: Sketches of his character and activities. Penguin special. Harmondsworth, Middlesex, England: Penguin Books. OCLC 270805293. Publicada otra vez en 1965 por Forward Movement Pub.
- Hadham, John (1941). God in a world at war. Penguin special 73. Penguin Books. OCLC 313509833.
- Hadham, John (1942). Between God and man. London: Longmans. OCLC 69196040.
- Parkes, James (1943). An Enemy of the People : Antisemitism. Harmondsworth, Middlesex, England: Pelican Books.
- Hadham, John (1944). God and human progress. Penguin. OCLC 1292672741.
- Parkes, James (1946). The Emergence of the Jewish Problem, 1878–1939. London: Oxford.
- Parkes, James (1948). Judaism and Christianity. Chicago: University Press.
- Parkes, James (1962). God at work: In science, politics and human life. London: Putnam. OCLC 613715258.
- Parkes, James (1969). Prelude to Dialogue : Christian-Jewish Relationships. New York: Schocken.
- Parkes, James (1970). Whose Land? A History of the Peoples of Palestine. Harmondsworth, Middlesex, England: Pelican Books.